# Stazione di Louvres
La stazione di Louvres (in francese Gare de Louvres) è una stazione ferroviaria situata nel comune di Louvres, nel dipartimento della Val-d'Oise.

## Storia
La stazione fu inaugurata nel 1859 dalla Compagnie des chemins de fer du Nord con l'apertura del segmento della Parigi-Lilla compreso tra Saint-Denis e Creil. Inizialmente la stazione era denominata Louvres - Marly-la-Ville, nonostante il fatto che Marly-la-Ville fosse più vicina alla stazione di Survilliers - Fosses che a Louvres. Questa scelta era giustificata dal fatto che la stazione di Louvres è la più vicina a Parigi e quindi la più veloce per raggiungere Marly-la-Ville. Con l'arrivo del prolungamento della linea RER D nel 1990, la stazione ha assunto la denominazione attuale.

## Movimenti
La stazione è servita dai treni della Linea RER D.